# Носорогова игуана
Носороговите игуани (Cyclura cornuta) са вид влечуги от семейство Игуанови. Видът е застрашен от изчезване, заради намаляването на естествените му местообитания.

## Разпространенеи
Разпространени са във и около сухи гори на остров Еспаньола и съседните по-малки острови.

## Описание
Достигат дължина 60 до 136 сантиметра и маса 4,6 до 9 килограма.

## Хранене
Хранят се главно с растителна храна – листа, цветове и плодове на различни растения.